# Коловоз (Албанија)
Коловоз (алб. Kollovoz) је насељено место у општини Кукеш у округу Кукеш, Албанија. Према попису из 1989. године било је 906 становника.
Бугарски лингвиста Стефан Младенов, 1916. године наводи да је Коловоз словенско насеље, које је у завршној фази албанизације, где се поред албанског језика, још увек говорило локалним словенским говором.